# Talamanca de Jarama
Talamanca de Jarama község Spanyolországban, Madrid tartományban. Talamanca de Jarama Valdetorres de Jarama, El Molar, El Vellón, Torrelaguna, Uceda, Valdepiélagos, El Casar és Ribatejada községekkel határos. Lakosainak száma 4533 fő (2024).

## Népesség
A település népessége az utóbbi években az alábbiak szerint változott:
| Lakosok száma | 1547 | 1877 | 2293 | 2689 | 3178 | 3267 | 3573 | 3857 | 4210 | 4533 |
|               | 2001 | 2004 | 2007 | 2009 | 2012 | 2014 | 2017 | 2019 | 2022 | 2024 |